# TBM 1
|  | Sammenskrivningsforslag Artiklen TBM 1 er foreslået føjet ind i Mickey Billberg. (Siden april 2019) Diskutér forslaget |

TBM er et akronym for Tattooed Beat Messiah' og anvendes som et alter ego af musikproducer og DJ Mickey Billberg (født 1959 i København) der især i 1990'erne var et kendt ansigt i det danske technomiljø. TBM 1 var den første danske artist som i 1991 fik pladekontrakt på det nu ophørte Coma Records.